# Казанская церковь (Петропавловское на Быковых горах)
Казанская церковь в Петропавловском на Быковых горах (Петропавловская церковь на Быковых горах) — закрытый православный храм в Тутаевском районе Ярославской области.

## Описание
Расположен на правом берегу Волги, у начала её излучины, на границе Тутаевского и Ярославского районов к востоку от деревни Брянцево. До середины XX века здесь существовало село Петропавловское-на-Быковых горах.
Церковь была построена в 1801 году на средства прихожан на месте старого деревянного храма.
Приход включал следующие селения: Петропавловское, Юрьево, Пападинка, Турыгино, Брянцево, Михайловское, Харитоново, Иванищево, Гасниково. Церковь имела два придела: Феодоровской Божией Матери и Святых апостолов Петра и Павла.
Храм был закрыт ориентировочно в 1964 году по решению Тутаевского райкома. Почти сразу после закрытия дачники и «искатели старины» со всей области разграбили церковь: разобрали на кирпичи потолок зимней церкви, деревянный пол и др. В последующие после осквернения годы церковь разрушалась, пока в 2018 году по благословению епископа Рыбинского и Даниловского Вениамина её не начали готовить к консервации.
В настоящее время ведутся работы по водоотведению стоков от церкви, сделан пол и укрыт свод в летнем храме, также укрыт алтарь (2020 г.).
Вокруг церкви находится кладбище, на котором активно ведутся захоронения. Многие дореволюционные памятники были уничтожены. Перед алтарём сохранились могилы священника церкви отца Павла Клавдиевича (Фиолетова) (умер в 1904 г.) и его супруги Фиолетовой (Писаревской) Ольги Павловны. Слева от них — могила архимандрита Пахомия (умер в 1930 г.). За храмом — захоронение семьи священнослужителей Понгельских.
В Казанской церкви совершаются молебны и литургии (в том числе архиерейские).

## Галерея

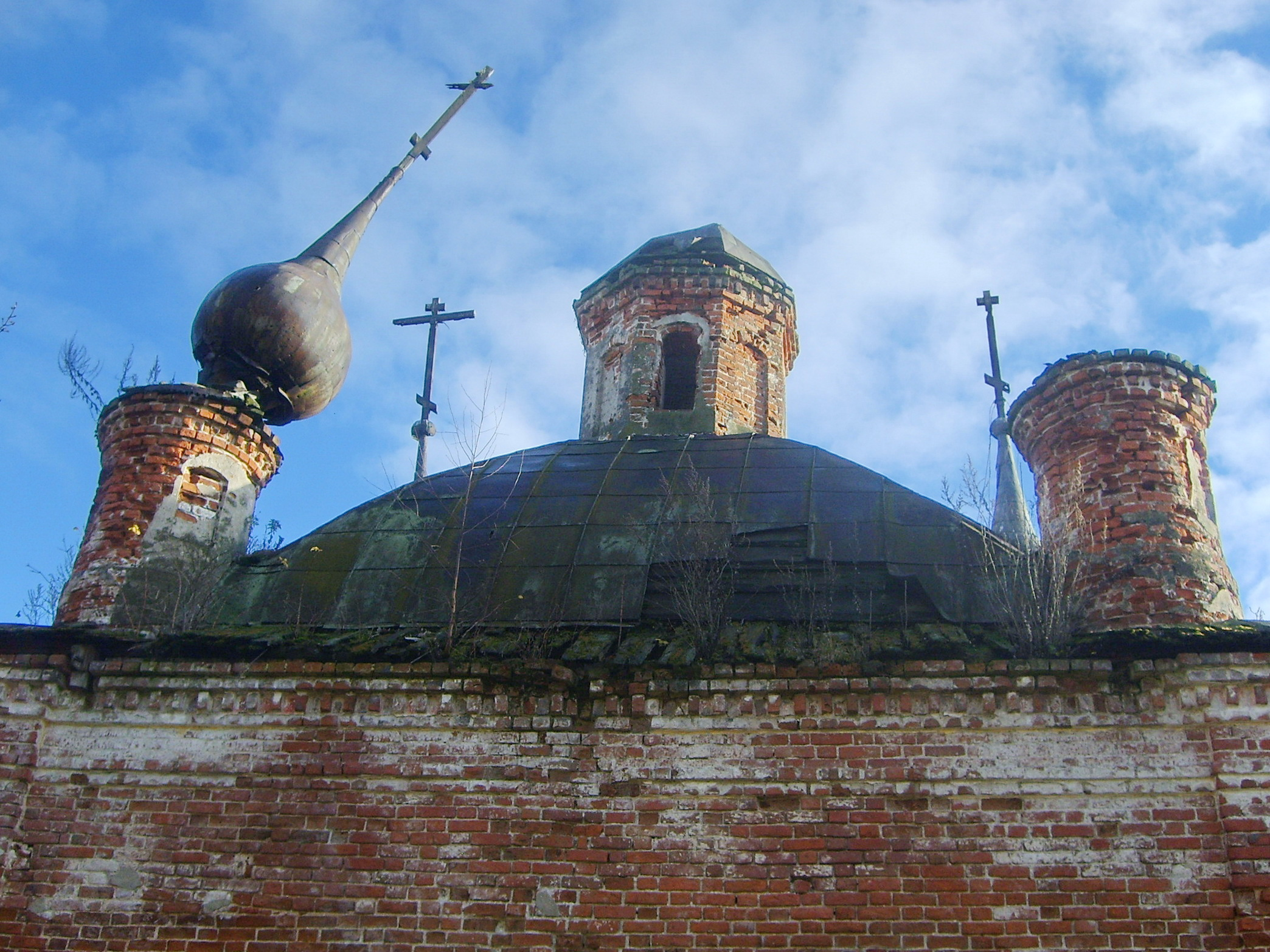
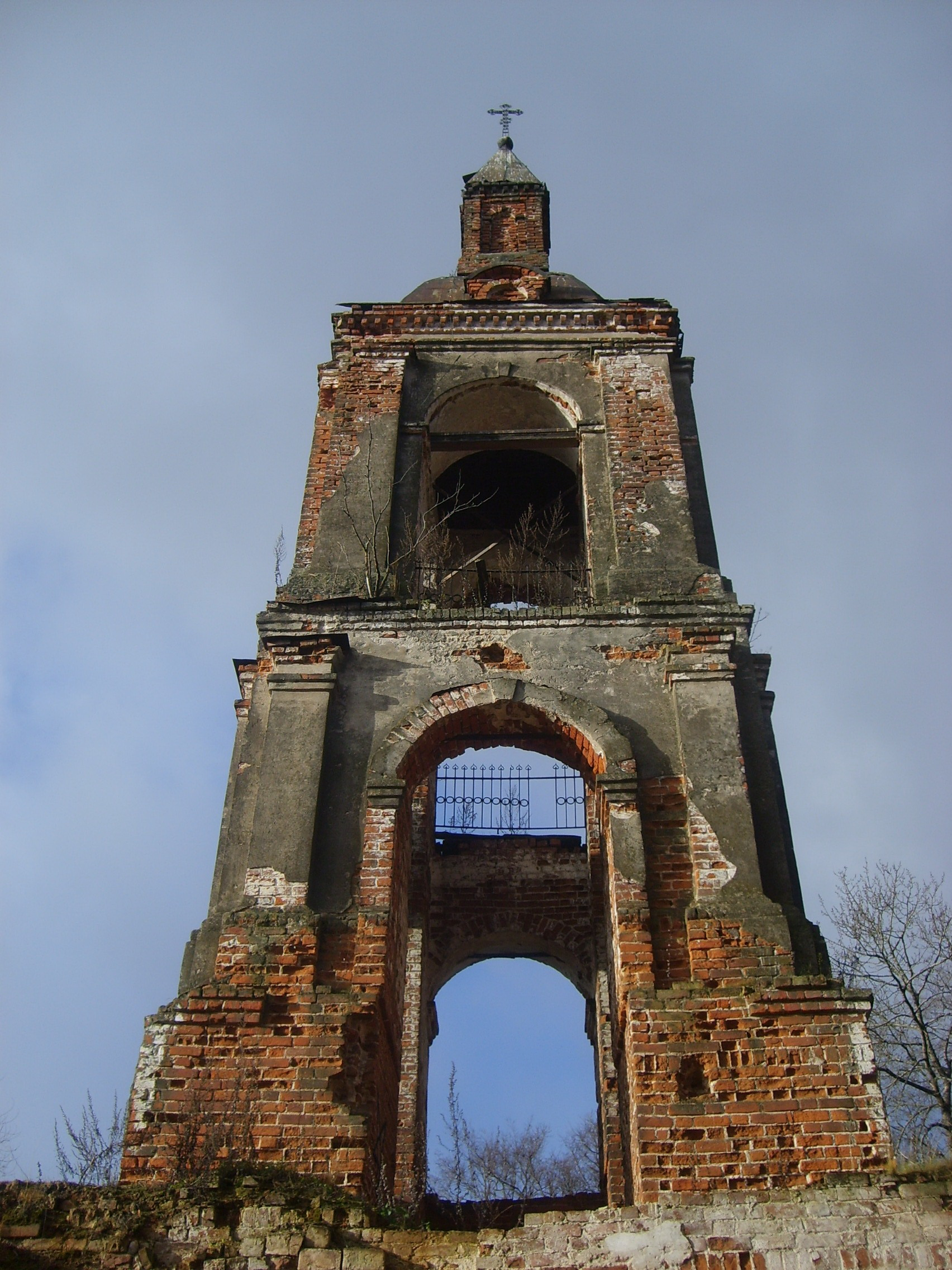
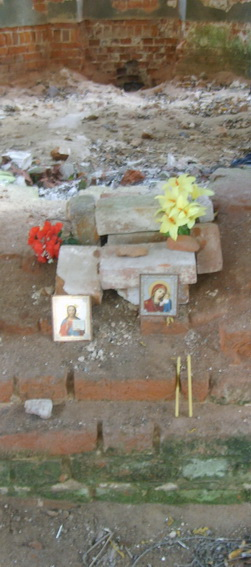